# Denise Robins
Denise Robins (* 1. Februar 1897 in London als Denise Naomi Klein; † 1. Mai 1985 in Haywards Heath) war eine britische Schriftstellerin. Robins schrieb serielle Liebesromane mit Elementen der Schauerliteratur; ihr sehr umfangreiches Werk wird der Trivialliteratur zugerechnet. Neben Barbara Cartland gilt sie als die bedeutendste britische Autorin dieses Genres im 20. Jahrhundert.
Robins schrieb unter ihrem ersten Ehenamen (Denise Robins), aber auch unter verschiedenen Pseudonymen: Denise Chesterton, Eve Vaill, Hervey Hamilton, Francesca Wright, Ashley French, Harriet Gray und Julia Kan.

## Leben und Werk

### Elternhaus
Denise Robins war das jüngste der drei gemeinsamen Kinder der Schriftstellerin Kathleen Clarice Groom, geb. Cornwell und des Musikprofessors und Journalisten Herman Klein. Beide Brüder, Adrian Cornwell-Clyne und Daryl Klein, schrieben später Bücher. Aus einer früheren Ehe des Vaters gab es auch eine Halbschwester Sibyl Klein, die Schauspielerin wurde.
Die Ehe der Eltern wurde 1901 geschieden, die Mutter heiratete den Offizier Herbert Berkeley Dealtry. Nach finanziellen Schwierigkeiten setzte die Familie sich in die USA ab. 1908 kehrte die Mutter mit den Kindern jedoch nach London zurück, wo sie 1918 ein drittes Mal heiratete (Sydney Groom). Im Jahre 1905 hatte sich auch ihr Vater erneut verheiratet.

### Schriftstellerische Anfänge
Denise Robins arbeitete nach der Schulzeit, die sie in Staten Island verbracht hatte, für kurze Zeit als Journalistin für den Dundee Courier im schottischen Dundee und heiratete 1918 Arthur Robins, der am Baltic Exchange als Broker arbeitete. Drei Töchter wurden geboren: Eve Louise, Patricia Denise (* 1921) und Anne Eleanor. Bereits 1918 hatte Denise Robins – unter dem Pseudonym Denise Chesterton – einen ersten Roman veröffentlicht, Love’s Broken Idol. Mehr Aufmerksamkeit fand ihr Roman What is Love?, der in der Londoner Zeitung The Star von Dezember 1925 bis Februar 1926 als Fortsetzungsroman veröffentlicht wurde.

### Mills & Boon, Nicholson & Watson (1927–1955)
1927 begegnete Robins Charles Boon von Mills & Boon, einem Londoner Verlag, für den auch Elizabeth Carfrae, Sophie Cole und Louise Gerard schrieben. Robins wurde innerhalb kurzer Zeit die bestbezahlte und produktivste Autorin von Mills & Boon. Auf der Grundlage einer Arbeit von Denise Robins schrieb Roland Pertwee ein Schauspiel Heat Wave, das 1929 am Londoner St. James’ Theatre uraufgeführt wurde. 1931 folgte unter dem Titel The Road to Singapore eine amerikanische Verfilmung unter der Regie von Alfred E. Green, mit William Powell, Marian Marsh und Louis Calhern in den Hauptrollen.
1935 verließ Robins Mills & Boon und wechselte, weil sich dort günstigere Konditionen boten, zu Nicholson & Watson.
Robins’ Ehe mit Arthur Robins zerbrach, und 1938 ließ das Paar sich scheiden. Im Jahr darauf ging sie eine zweite Ehe mit dem Offizier O’Neill Pearson ein, den sie während einer Reise nach Ägypten kennengelernt hatte.
1948 publizierte Robins einen ihrer populärsten Romane, Khamsin, der die Geschichte einer jungen Frau erzählt, die ihrem Mann folgt, der als Soldat an den Suezkanal berufen wird, und dort entdecken muss, dass die Ungewissheit dieses neuen Lebens und das seltsame Land Ägypten mit seiner erdrückenden Hitze und seinen hohen Lebenshaltungskosten ihre Ehe zu zerstören droht. Neben Liebesromanen mit modernem Handlungsrahmen schrieb Robins mit Erfolg auch historische Liebesromane wie z. B. Gold for the Gay Masters (1954), einen frühen Bodice Ripper, die Geschichte einer entlaufenen Sklavin, die ihre Attraktivität für ihren gesellschaftlichen Aufstieg nutzt und sich an dem schurkenhaften Mann zu rächen versucht, den sie liebt.

### Hodder & Stoughton (1956–1985)
1956 wechselte Robins zum Londoner Verlag Hodder & Stoughton, bei dem sie bis zu ihrem Lebensende blieb. 1960–1966 wurde sie die erste Präsidentin der neu gegründeten britischen Romantic Novelist’s Association (RNA); ihre Vizepräsidentin war Barbara Cartland. 1965 publizierte Robins ihre Autobiografie Stranger Than Fiction. Zwei Jahre später folgte der Roman House of the Seventh Cross, der einer ihrer meistverkauften wurde. Der Roman erzählte die Geschichte einer jungen Frau, die bei einem Autounfall ihr Gedächtnis verliert und dann Grund zur Annahme findet, dass jemand versucht, ihr aus eigennützigen Motiven eine fremde Identität unterzuschieben.
1974 folgte Robins’ letzter Topseller, Dark Corridor, in dem einer jungen Frau unter äußerst seltsamen Umständen ihr Verlobter abhandenkommt.
Denise Robins starb 1985 nach langer Krankheit in ihrem Zuhause südlich von London.

## Veröffentlichungen

### Belletristik
Für verschiedene Verlage:
- 1918 – Love’s Broken Idol (als Denise Chesterton)
- 1921 – Her Glad New Year
- 1924 – Sealed Lips
- 1924 – The Marriage Bond (eingeschränkte Vorschau in der Google-Buchsuche)
- 1926 – The Forbidden Bride
- 1926 – The Man Between
- 1926 – The Passionate Awakening
- 1927 – Forbidden Love
- 1927 – The Triumph of the Rat/Gilded Cage (eingeschränkte Vorschau in der Google-Buchsuche)
- 1929 – Honour’s Price (als Eve Vaill)
- 1930 – When a Woman Loves (als Denise Chesterton) (eingeschränkte Vorschau in der Google-Buchsuche)
- 1937 – Family Holiday (als Hervey Hamilton) (eingeschränkte Vorschau in der Google-Buchsuche)
- 1941 – Billie’s Love Affairs (als Denise Chesterton)
- 1942 – Christmas Roses (als Denise Chesterton)
- 1942 – What Wendy Did (als Denise Chesterton)
- 1942 – When Love Called (als Denise Chesterton)
- 1943 – Queen of the Roses (als Denise Chesterton)
- 1946 – Figs in Frost (als Hervey Hamilton) (eingeschränkte Vorschau in der Google-Buchsuche)
- 1953 – The Loves of Lucrezia/Lucrezia (als Francesca Wright) (eingeschränkte Vorschau in der Google-Buchsuche)
- 1954 – Gold for the Gay Masters (Fauna Trilogy #1, als Harriet Gray) (eingeschränkte Vorschau in der Google-Buchsuche)

- deutsch: Man nannte mich Fauna (Pabel, 1960)

- 1956 – Bride of Doom/Bride of Violence (Fauna Trilogy #2, als Harriet Gray) (eingeschränkte Vorschau in der Google-Buchsuche)

- deutsch: Die Tochter der Fauna (Dörner, 1958)

- 1957 – Light the Candles (mit Michael Pertwee, Einakter) (eingeschränkte Vorschau in der Google-Buchsuche)
- 1957 – The Flame and the Frost (Fauna Trilogy #3, als Harriet Gray) (eingeschränkte Vorschau in der Google-Buchsuche)

- deutsch: Dunkles Blut (Dörner, 1959f)

- 1959 – Dance in the Dust (eingeschränkte Vorschau in der Google-Buchsuche)

- deutsch: Verlorene Schönheit (Dörner, 1960)

- 1961 – My Lady Destiny (als Harriet Gray) (eingeschränkte Vorschau in der Google-Buchsuche)

- deutsch: Die Gräfin Roman (Dörner, 1962)

- 1970 – She-Devil: the Story of Jezebel (als Francesca Wright)

Für Mills & Boon:
- 1927 – The Inevitable End
- 1927 – Jonquil (eingeschränkte Vorschau in der Google-Buchsuche)
- 1928 – Desire is Blind/Bride of Revenge (eingeschränkte Vorschau in der Google-Buchsuche)
- 1928 – The Passionate Flame (eingeschränkte Vorschau in der Google-Buchsuche)
- 1928 – White Jade (eingeschränkte Vorschau in der Google-Buchsuche)
- 1928 – Women Who Seek (eingeschränkte Vorschau in der Google-Buchsuche)
- 1929 – Heavy Clay/Heart of Paris

- deutsch: Ihr Herz aber weinte (Zwei Schwalben, 1955)

- 1929 – The Dark Death
- 1929 – The Enchantress
- 1929 – The Enduring Flame (eingeschränkte Vorschau in der Google-Buchsuche)
- 1929 – Love Was a Jest (eingeschränkte Vorschau in der Google-Buchsuche)
- 1930 – And All Because (eingeschränkte Vorschau in der Google-Buchsuche)
- 1930 – It Wasn’t Love
- 1930 – Heat Wave. The Story of the Play by Roland Pertwee (eingeschränkte Vorschau in der Google-Buchsuche)
- 1930 – Love Poems, and others
- 1930 – The Story of Veronica (eingeschränkte Vorschau in der Google-Buchsuche)
- 1930 – Swing of Youth (eingeschränkte Vorschau in der Google-Buchsuche)
- 1931 – Crowns, Pounds, and Guineas
- 1931 – Fever of Love (eingeschränkte Vorschau in der Google-Buchsuche)
- 1931 – Lovers of Janine (eingeschränkte Vorschau in der Google-Buchsuche)
- 1931 – One Night in Ceylon, and others
- 1931 – Second Best (eingeschränkte Vorschau in der Google-Buchsuche)
- 1932 – Blaze of Love (eingeschränkte Vorschau in der Google-Buchsuche)
- 1932 – The Boundary Line (eingeschränkte Vorschau in der Google-Buchsuche)
- 1932 – For the Sake of Love
- 1932 – The Secret Hour (eingeschränkte Vorschau in der Google-Buchsuche)
- 1932 – There Are Limits
- 1932 – The Wild Bird  (eingeschränkte Vorschau in der Google-Buchsuche)
- 1933 – Gay Defeat (eingeschränkte Vorschau in der Google-Buchsuche)
- 1933 – Life’s a Game (eingeschränkte Vorschau in der Google-Buchsuche)
- 1933 – Love’s Victory
- 1933 – Men Are Only Human (eingeschränkte Vorschau in der Google-Buchsuche)
- 1933 – Shatter the Sky (eingeschränkte Vorschau in der Google-Buchsuche)
- 1933 – Strange Rapture
- 1934 – Brief Ecstasy (eingeschränkte Vorschau in der Google-Buchsuche)
- 1934 – Never Give All
- 1934 – No Sacrifice
- 1934 – Slave-Woman (eingeschränkte Vorschau in der Google-Buchsuche)
- 1934 – Sweet Love
- 1935 – All This for Love (eingeschränkte Vorschau in der Google-Buchsuche)
- 1935 – How Great the Price (eingeschränkte Vorschau in der Google-Buchsuche)
- 1935 – Ivor Novello’s Murder in Mayfair

Für Nicholson & Watson:
- 1934 – The Adventures of the Three Baby Bunnies
- 1935 – Climb to the Stars
- 1935 – Life and Love (eingeschränkte Vorschau in der Google-Buchsuche)
- 1936 – Love Game
- 1936 – Those Who Love (eingeschränkte Vorschau in der Google-Buchsuche)
- 1936 – Were I Thy Bride

- deutsch: Wie in einer anderen Welt (Cora, 1976)

- 1937 – The Woman’s Side of It
- 1937 – Family Holiday
- 1937 – Kiss of Youth (eingeschränkte Vorschau in der Google-Buchsuche)
- 1937 – Set Me Free
- 1937 – The Tiger in Men (eingeschränkte Vorschau in der Google-Buchsuche)
- 1937 – The Women’s Side of It (eingeschränkte Vorschau in der Google-Buchsuche)
- 1938 – Since We Love  (eingeschränkte Vorschau in der Google-Buchsuche)
- 1938 – Restless Heart
- 1938 – You Have Chosen (eingeschränkte Vorschau in der Google-Buchsuche)
- 1939 – Dear Loyalty
- 1939 – Gypsy Lover/Romany Lover
- 1939 – I, Too, Have Loved
- 1939 – Officer’s Wife
- 1939 – What Matters Most
- 1940 – Forget that I Remember
- 1940 – Island of Flowers (eingeschränkte Vorschau in der Google-Buchsuche)
- 1940 – Little We Know
- 1940 – Sweet Sorrow
- 1940 – To Love is to Live (eingeschränkte Vorschau in der Google-Buchsuche)
- 1941 – If This Be Destiny (eingeschränkte Vorschau in der Google-Buchsuche)
- 1941 – Set the Stars Alight (eingeschränkte Vorschau in der Google-Buchsuche)
- 1941 – Winged Love (eingeschränkte Vorschau in der Google-Buchsuche)
- 1942 – War Marriage/Let Me Love (eingeschränkte Vorschau in der Google-Buchsuche)
- 1942 – This One Night (eingeschränkte Vorschau in der Google-Buchsuche)
- 1943 – The Changing Years (eingeschränkte Vorschau in der Google-Buchsuche)
- 1943 – Daughter Knows Best
- 1943 – Dust of Dreams (eingeschränkte Vorschau in der Google-Buchsuche)
- 1943 – Escape to Love
- 1943 – This Spring of Love (eingeschränkte Vorschau in der Google-Buchsuche)
- 1943 – War changes Everything
- 1944 – Give Me Back My Heart
- 1944 – Never Look Back
- 1944 – How to Forget
- 1944 – To the Stars
- 1945 – Desert Rapture (eingeschränkte Vorschau in der Google-Buchsuche)
- 1945 – Love so Young
- 1945 – See No Evil
- 1945 – Three Fairies (Kinderbuch)
- 1946 – All for You (eingeschränkte Vorschau in der Google-Buchsuche)
- 1946 – Heart’s Desire
- 1946 – Separation
- 1946 – Sea Magic (Kinderbuch)
- 1947 – Forgive Me, My Love
- 1947 – The Heart of a Rose
- 1947 – More Than Love (eingeschränkte Vorschau in der Google-Buchsuche)
- 1947 – Statues of Snow
- 1948 – Could I Forget (eingeschränkte Vorschau in der Google-Buchsuche)
- 1948 – The Feast is Finished
- 1948 – Greater Than All (eingeschränkte Vorschau in der Google-Buchsuche)
- 1948 – Khamsin (eingeschränkte Vorschau in der Google-Buchsuche)
- 1948 – Love Me No More! (eingeschränkte Vorschau in der Google-Buchsuche)
- 1949 – So This Is Love
- 1949 – The Uncertain Heart (eingeschränkte Vorschau in der Google-Buchsuche)
- 1949 – To Love Again (eingeschränkte Vorschau in der Google-Buchsuche)

- deutsch: Momente des Glücks (Cora, 1979)

- 1949 – Three Loves
- 1950 – Awake, My Heart
- 1950 – Love Hath an Island/The Cyprus Love Affair (eingeschränkte Vorschau in der Google-Buchsuche)
- 1950 – The Madness of Love
- 1951 – Infatuation (eingeschränkte Vorschau in der Google-Buchsuche)
- 1951 – Leave My Heart Alone
- 1951 – Second Marriage (eingeschränkte Vorschau in der Google-Buchsuche)
- 1951 – Something to Love (eingeschränkte Vorschau in der Google-Buchsuche)
- 1951 – Only My Dreams (eingeschränkte Vorschau in der Google-Buchsuche)
- 1952 – The Fair Deal
- 1952 – The Other Love
- 1952 – Strange Meeting (eingeschränkte Vorschau in der Google-Buchsuche)
- 1953 – First Long Kiss (eingeschränkte Vorschau in der Google-Buchsuche)
- 1953 – My True Love
- 1953 – Once is Enough (als Ashley French) (eingeschränkte Vorschau in der Google-Buchsuche)
- 1953 – So This Is Love
- 1954 – The Bitter Core (als Ashley French)
- 1954 – The Long Shadow (eingeschränkte Vorschau in der Google-Buchsuche)
- 1954 – The Unshaken Loyalty (eingeschränkte Vorschau in der Google-Buchsuche)

- deutsch: Nie war der Himmel so blau (Cora, 1978)

- 1954 – Venetian Rhapsody (eingeschränkte Vorschau in der Google-Buchsuche)
- 1955 – Bitter Sweet (eingeschränkte Vorschau in der Google-Buchsuche)
- 1956 – Breaking Point (als Ashley French) (eingeschränkte Vorschau in der Google-Buchsuche)

Für Hodder & Stoughton:
- 1956 – All That Matters (eingeschränkte Vorschau in der Google-Buchsuche)
- 1956 – Enchanted Island
- 1957 – The Noble One  (eingeschränkte Vorschau in der Google-Buchsuche)
- 1957 – The Seagull’s Cry (eingeschränkte Vorschau in der Google-Buchsuche)
- 1958 – Chateau of Flowers
- 1958 – Untrodden Snow (eingeschränkte Vorschau in der Google-Buchsuche)
- 1959 – Do Not Go, My Love  (eingeschränkte Vorschau in der Google-Buchsuche)
- 1959 – We Two Together (eingeschränkte Vorschau in der Google-Buchsuche)
- 1960 – Arrow in the Heart
- 1960 – The Unlit Fire  (eingeschränkte Vorschau in der Google-Buchsuche)

- deutsch: Wie die Sterne am Himmel leuchten (Cora, 1977)

- 1961 – I Should Have Known (eingeschränkte Vorschau in der Google-Buchsuche)
- 1961 – A Promise is Forever (eingeschränkte Vorschau in der Google-Buchsuche)

- deutsch: Du bist Traum und Wirklichkeit (Cora, 1977)

- 1962 – Dark, Secret Love (als Julia Kane) (eingeschränkte Vorschau in der Google-Buchsuche)
- 1962 – Put Back the Clock (eingeschränkte Vorschau in der Google-Buchsuche)

- deutsch: Von dir habe ich immer geträumt (Cora, 1977)

- 1963 – Mad is the Heart (eingeschränkte Vorschau in der Google-Buchsuche)

- deutsch: Liebeszauber in Arabien (Cora, 1979)

- 1963 – Nightingale’s Song (eingeschränkte Vorschau in der Google-Buchsuche)
- 1963 – Reputation (eingeschränkte Vorschau in der Google-Buchsuche)
- 1964 – Meet Me in Monte Carlo (eingeschränkte Vorschau in der Google-Buchsuche)
- 1964 – Moment of Love (eingeschränkte Vorschau in der Google-Buchsuche)
- 1964 – The Sin Was Mine (als Julia Kane) (eingeschränkte Vorschau in der Google-Buchsuche)
- 1965 – Loving and Giving (eingeschränkte Vorschau in der Google-Buchsuche)
- 1965 – Once is Enough (eingeschränkte Vorschau in der Google-Buchsuche)
- 1965 – The Strong Heart (eingeschränkte Vorschau in der Google-Buchsuche)
- 1965 – Time Runs Out (als Julia Kane) (eingeschränkte Vorschau in der Google-Buchsuche)
- 1966 – The Crash (eingeschränkte Vorschau in der Google-Buchsuche)
- 1966 – Lightning Strikes Twice  (eingeschränkte Vorschau in der Google-Buchsuche)

- deutsch: Ein Sommer in Rom (Cora, 1977)

- 1966 – Love is Enough (eingeschränkte Vorschau in der Google-Buchsuche)
- 1966 – O Love! O Fire!
- 1967 – Forbidden (eingeschränkte Vorschau in der Google-Buchsuche)

- deutsch: Eine unbestimmte Sehnsucht (Cora, 1979)

- 1967 – House of the Seventh Cross

- deutsch: Mädchen ohne Vergangenheit (Möhring, 1955)

- 1967 – Wait for Tomorrow (eingeschränkte Vorschau in der Google-Buchsuche)
- 1967 – Betrayal
- 1968 – House by the Watch Tower
- 1968 – Laurence, My Love (eingeschränkte Vorschau in der Google-Buchsuche)
- 1968 – The Price of Folly (eingeschränkte Vorschau in der Google-Buchsuche)
- 1968 – Two Loves (eingeschränkte Vorschau in der Google-Buchsuche)
- 1969 – Love and Desire and Hate (eingeschränkte Vorschau in der Google-Buchsuche)
- 1969 – A Love Like Ours (eingeschränkte Vorschau in der Google-Buchsuche)
- 1970 – Sweet Cassandra
- 1971 – The Snow Must Return (eingeschränkte Vorschau in der Google-Buchsuche)

- deutsch: Ein Herz in Aufruhr (Cora, 1976)

- 1973 – Other Side of Love
- 1973 – Twice Have I Loved (eingeschränkte Vorschau in der Google-Buchsuche)

- deutsch: Wenn Herzen sich finden (Cora, 1978)

- 1974 – The Dark Corridor (eingeschränkte Vorschau in der Google-Buchsuche)
- 1976 – Come Back Yesterday (eingeschränkte Vorschau in der Google-Buchsuche)
- 1977 – Desire is Blind (als Ashley French)

### Autobiografie
- 1965 – Stranger than Fiction: Denise Robins Tells Her Life Story (Hodder & Stoughton)